# Hanaiborchella yongsuensis
Hanaiborchella yongsuensis is een mosselkreeftjessoort uit de familie van de Cytheridae. De wetenschappelijke naam van de soort is voor het eerst geldig gepubliceerd in 1990 door Lee.